# Carretera Estatal de Indiana 14
La Carretera Estatal de Indiana 14, y abreviada SR 14 (en inglés: Indiana State Road 14) es una carretera estatal estadounidense ubicada en el estado de Indiana. La carretera inicia en el Oeste desde la US 41  al norte de Morocco hacia el Este en la I 69     en Fort Wayne. La carretera tiene una longitud de 197,9 km (123 mi).

## Mantenimiento
Al igual que las autopistas interestatales, y las rutas federales y el resto de carreteras estatales, la Carretera Estatal de Indiana 14 es administrada y mantenida por el Departamento de Transporte de Indiana por sus siglas en inglés INDOT.

## Cruces
La Carretera Estatal de Indiana 14 es atravesada principalmente por la:
- I 65  al noroeste de Rensselaer
- US 421  al sur de Medaryville
- US 35     en Winamac
- US 31     en Rochester.